# David Ochieng
David Ochieng (* 7. října 1992, Nairobi, Keňa) je keňský fotbalový obránce a reprezentant. V současnosti působí v keňském klubu Mathare United FC. Svoji profesionální fotbalovou kariéru započal v roce 2011 v týmu Nairobi Stima. Od roku 2012 nastupuje také za Keňskou fotbalovou reprezentaci. Nejvíce zápasů odehrál za saúdskoarabský tým At-Taawoun FC.